# Broken Chair

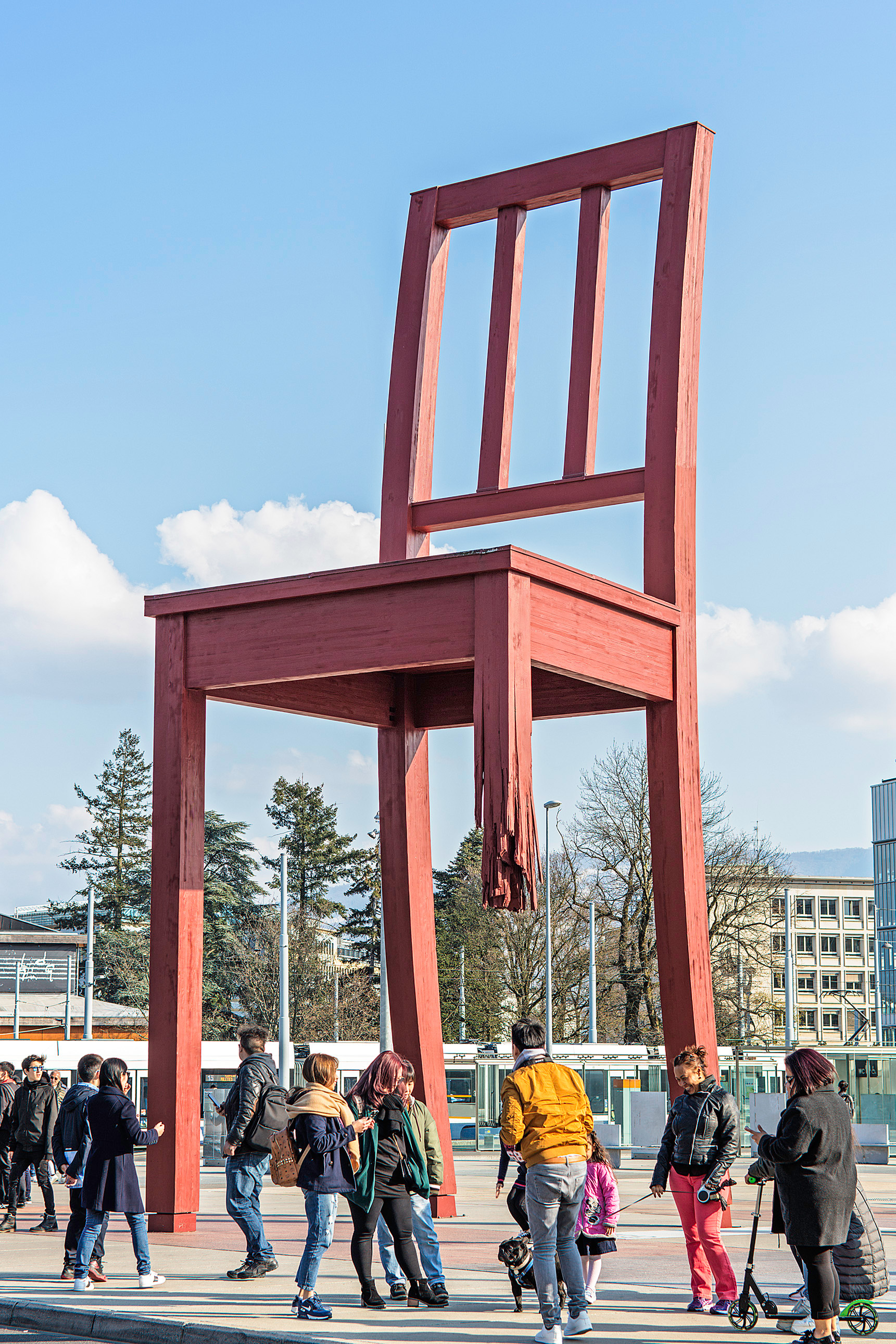
Broken Chair 2019

Broken Chair (Silla Rota en español) es una escultura monumental de madera realizada obra del artista suizo Daniel Berset y realizada por el carpintero Louis Genève. Representa una silla gigante con una pata rota.

## Composición
La Broken Chair está hecha de 5,5 toneladas de madera y tiene una altura de 12 metros. 
Simboliza el rechazo de las minas antipersonas y de las bombas de racimo, y la llamada de la sociedad civil a los jefes de Estado que visitan Ginebra.

## Historia
Broken Chair es una idea y un proyecto de Paul Vermeulen, cofundador y director de Handicap International Suisse. La escultura fue erigida por Handicap International delante de la entrada principal del Palacio de las Naciones en Ginebra en agosto de 1997 donde sólo debía localizarse durante tres meses, hasta la firma de la Convención de Prohibición de minas antipersonas en diciembre de 1997 en Ottawa.
Sin embargo, por el éxito que tuvo, sigue todavía en el mismo lugar.
Broken Chair realiza un llamamiento a todos los Estados a la universalización y la puesta en obra rápida y completa de la Convención de Ottawa. Ratificada por 40 países entró en vigor el 1 de marzo de 1999, convirtiéndose en un instrumento jurídico internacional.
La reinstalación de Broken Chair en febrero de 2007 fue oficialmente dedicada por Handicap International en apoyo al nuevo proceso de Oslo que desembocó en 2008 a la firma de un tratado internacional sobre la prohibición de las armas de racimo. 
La obra fue propiedad del escultor ginebrino Daniel Berset hasta 2004, año en el que se transfirió la propiedad a Handicap International.